# Stefano di Ceccano
Stefano di Ceccano (zm. 23 listopada 1227) — włoski kardynał.

## Życiorys
Pochodził z Kampanii z rodziny hrabiów Terracina. Wstąpił do zakonu cystersów w klasztorze Fossanova, gdzie później został przeorem, a następnie opatem. Był przyjacielem Dominika Guzmana, założyciela zakonu dominikanów. Kamerling Świętego Kościoła Rzymskiego od 1206 do 1216 roku. W 1213 roku papież Innocenty III mianował go kardynałem prezbiterem Santi XII Apostoli. Uczestniczył w papieskiej elekcji 1216 i papieskiej elekcji 1227. Zmarł w Rzymie i został pochowany w bazylice liberiańskiej.